# Ledra obtusifrons
Ledra obtusifrons är en insektsart som beskrevs av Walker 1857. Ledra obtusifrons ingår i släktet Ledra och familjen dvärgstritar. Inga underarter finns listade i Catalogue of Life.